# Eutelsat
Eutelsat S.A. er en fransk satellitoperator. De dækker Europa, Mellemøsten, Afrika, Asien og Amerika.
Eutelsats satellitter benyttes til broadcasting for næsten 7.000 radio- og tv-kanaler, 1.400 er HD-tvkanaler og 1.100 radiokanaler. De har over 274 mio. kunder. De har også udstyr til satellit-mobiltelefoni og satellit-internet.